# Lüchow (Wendland)
Lüchow (Wendland) (IPA: [ˈlʏːçoː]) è una città della Bassa Sassonia, in Germania.

È capoluogo del circondario di Lüchow-Dannenberg e della comunità amministrativa omonima.